# Eudorylas stackelbergi
Eudorylas stackelbergi är en tvåvingeart som beskrevs av Kuznetzov 1990. Eudorylas stackelbergi ingår i släktet Eudorylas och familjen ögonflugor. Arten har ej påträffats i Sverige. Inga underarter finns listade i Catalogue of Life.